# Les Hogues
Les Hogues ist eine französische Gemeinde mit 685 Einwohnern (Stand 1. Januar 2022) im Département Eure in der Region Normandie (vor 2016 Haute-Normandie). Sie gehört zum Arrondissement Les Andelys und zum Kanton Romilly-sur-Andelle. Die Einwohner werden Hoguais genannt.

## Geographie
Les Hogues liegt etwa 25 Kilometer östlich von Rouen. Umgeben wird Les Hogues von den Nachbargemeinden Vascœuil im Nordwesten und Norden, Le Tronquay im Nordosten und Osten, Lyons-la-Forêt im Osten und Südosten, Charleval im Süden, Perriers-sur-Andelle im Südwesten und Westen sowie Perruel im Westen und Nordwesten.

## Bevölkerungsentwicklung
| Jahr                       | 1962 | 1968 | 1975 | 1982 | 1990 | 1999 | 2006 | 2019 |
| Einwohner                  | 563  | 545  | 543  | 503  | 516  | 568  | 608  | 679  |
| Quellen: Cassini und INSEE |      |      |      |      |      |      |      |      |

## Sehenswürdigkeiten
- Kirche Saint-Mathurin aus dem 16. Jahrhundert
- Reste des ehemaligen Herrenhauses von Beaunay aus dem 16. Jahrhundert

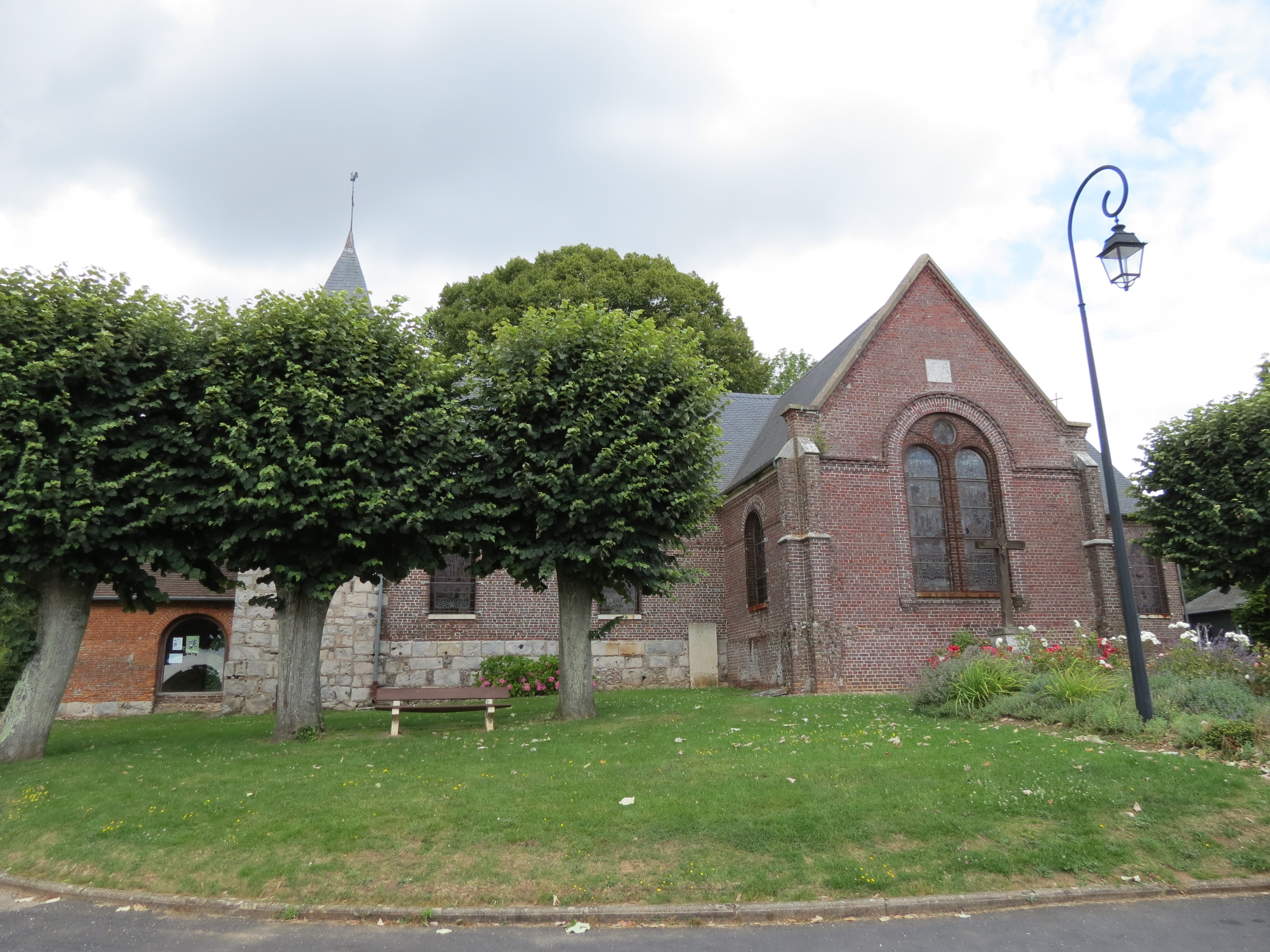
Kirche Saint-Mathurin
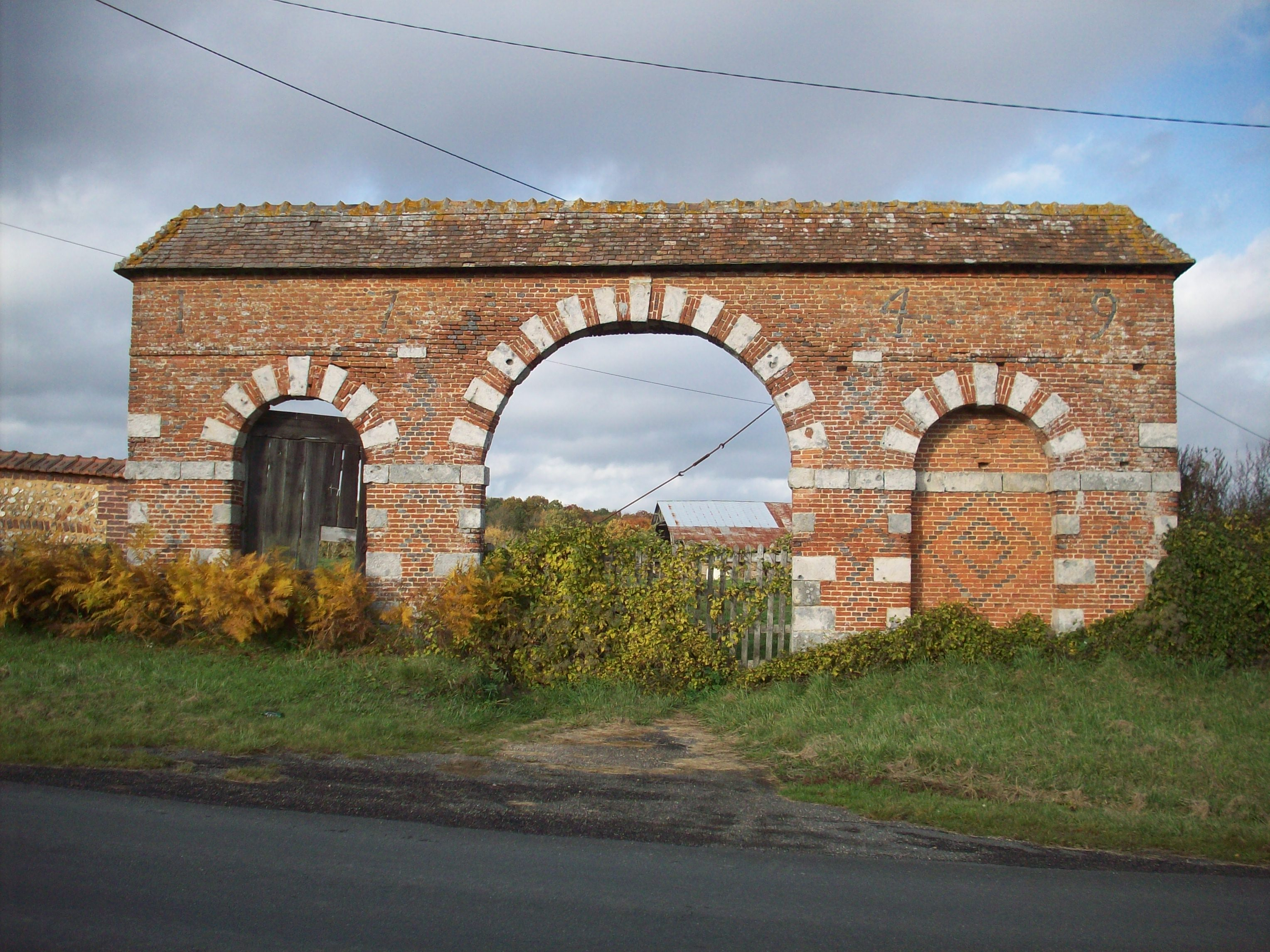
Reste des Herrenhauses